# Guido Biondi
Guido Biondi (Lanciano, 18 luglio 1952 – Lanciano, 27 febbraio 1999) è stato un calciatore italiano, di ruolo centrocampista.

## Biografia
Scomparso a 46 anni a seguito di un tumore, a lui è dedicato lo stadio comunale di Lanciano, sua città natale, e un settore dello  Stadio Antonio Molinari di Campobasso. È sepolto presso il cimitero di Castel Frentano.

## Caratteristiche tecniche
Per la sua abilità nei calci di punizione, durante la militanza nel Campobasso (dove fu tra gli artefici dello storico approdo dei rossoblù in Serie B) fu soprannominato "il Platini del Molise", mentre a Catania venne soprannominato "il Rivera del sud" e persino "il Pelé bianco".

## Carriera

### Club
Ad inizio carriera militò nel Catania, esordendo diciottenne in Serie A nella stagione 1970-1971 nella partita del 14 febbraio 1971 Fiorentina-Catania (1-1). Terminò la stagione con 12 gare disputate e con una rete segnata in occasione della sconfitta interna contro la Sampdoria del 28 febbraio 1971.

Biondi (accosciato, secondo da sinistra) al Perugia nel 1977-1978

Per il resto della sua carriera giocò soprattutto in Serie B, con Catania e Lecce prima e, dopo una nuova stagione in massima serie con il Perugia allenato da Ilario Castagner, con Rimini, Campobasso, Cagliari e Taranto. Guido non gioca nella stagione 1985-86. Il suo cartellino è ancora del Taranto, si allena Lanciano in attesa che qualcosa accada. Terminò la sua carriera nel 1986 con la Civitanovese, in Serie C2 girone C, a 33 anni con appena 13 partite giocate ed un gol, a causa della rottura del malleolo in seguito ad un brutto fallo preso in campo.
In carriera ha totalizzato complessivamente 29 presenze e una rete in Serie A, 247 presenze e 24 reti in Serie B e 96 presenze con 15 gol in serie C.

### Nazionale
Al suo attivo anche una presenza nella Nazionale Under-21. Guido Biondi giocò la partita di qualificazione ai Giochi Olimpici del 1972 tra Germania Est ed Italia il 1 maggio 1971. La partita terminò 4 a 0 per la Germania Est che, però, aveva schierato praticamente la nazionale maggiore. Qualche giorno prima nella partita amichevole giocata contro il Varese allievi, Biondi si era messo in grande evidenza: segna un gol di prepotenza e si guadagna il posto da titolare ("Biondi spopola in azzurro").

## Palmarès

### Club

#### Competizioni nazionali
- Campionato italiano Serie C: 1

Catania: 1974-1975 (girone C)

#### Competizioni internazionali
- Coppa Piano Karl Rappan: 1

Perugia: 1978